# Johann Hermann Kufferath
Johann Hermann Kufferath (Mülheim an der Ruhr, 12 mei 1797 – Wiesbaden, 28 juli 1864) was een Duitse componist, dirigent en violist. Hij was een zoon van het echtpaar Carl (Karl) Kufferath, horlogemaker, en Katharina van der Horst. Hij is de oudere broer van de componist, dirigent en pianist Louis Kufferath (1811-1882), die vele jaren in Gent en later in Brussel leefde en werkte, maar ook van de componist, muziekpedagoog en pianist Hubert-Ferdinand Kufferath (1818–1896), die eveneens in Brussel leefde en werkte. Ook andere broers waren op het muziekgebied bezig zoals Carl Theodor Kufferath (1801-1865) (muziekpedagoog), Hermann Kufferath (1802-1866) (cellist), Heinrich Kufferath (1807-1882) (muziekpedagoog) en Friedrich Wilhelm Theodor Kufferath (1816-1885) (muziekpedagoog). De componist, muziekjournalist (Guide Musical) en voormalige directeur van de Koninklijke Muntschouwburg Maurice Kufferath (1852–1919) is een neef van hem.

## Levensloop

### Opleiding en eerste jaren als dirigent
Kufferath kreeg zijn eerste muziekles van zijn vader, een muziekliefhebber. Later kreeg hij les bij Joseph Alexander, een cellist vanuit Duisburg. Gedurende de Duitse bevrijdingsoorlog werd hij al op vijftienjarige leeftijd dirigent van een muziekkorps van een regiment binnen de Landwehr . Dit regiment was gestationeerd in Dortmund en dat bood hem de gelegenheid bij Kaspar Wilhelm Schäfer, zelf een leerling van Louis Spohr, te studeren. Na de oorlog leefde hij in Keulen, Duisburg en Kleinberg. In 1822/1823 studeerde hij door bemiddeling van de muziekdirecteur Johann August Friedrich Burgmüller uit Düsseldorf bij Louis Spohr zelf (viool) en tegelijkertijd eveneens compositie en muziektheorie bij diens leerling Moritz Hauptmann.
In 1824 werd hij dirigent van de muziekvereniging in Bielefeld. Met dit orkest verzorgde hij vanaf het seizoen 1826/1827 ook abonnementsconcerten en trad daarbij ook als solist op viool op. Hij stimuleerde het muziekleven in deze stad.

### Muziekdirecteur in Utrecht
In 1830 werd Kufferath door het bestuur van de sectie van de Maatschappij tot Bevordering der Toonkunst en het Collegium Musicum Ultrajectum in Utrecht tot muziekdirecteur benoemd. Hij dirigeerde de winterconcerten (Concerts d'hiver), de zangschool en de zangvereniging. Op het programma stonden vooral werken van Georg Friedrich Händel, Joseph Haydn, Wolfgang Amadeus Mozart, Ludwig van Beethoven, Louis Spohr, Felix Mendelssohn Bartholdy en Robert Schumann. Hij kon voor zijn concerten meestal ook bekende dirigenten en uitvoerenden winnen. De componist Robert Schumann dirigeerde op 10 december 1853 zijn Genoveva-ouverture, diens vrouw, de pianiste Clara Schumann, de viool virtuozen Henri Vieuxtemps en Henryk Wieniawski gasteerden regelmatig bij deze concerten. Hij heeft grote verdiensten gehad voor de beleving van het muziekleven in Utrecht. Hij werd door de Koning Willem III der Nederlanden voor zijn verdiensten in de muziek in Utrecht onderscheiden met de Orde van de Eikenkroon.

### De componist
In Utrecht schreef hij ook het merendeel van zijn composities, vooral zijn (feest-)cantates, ouvertures, motetten en andere koor- en vocale muziek. Hij is ook auteur van een zangleerboek. Binnen zijn werklijst bevindt zich een aantal gelegenheidswerken, zoals voor de 200-jaar viering van de stedelijke concerten in 1833 en het jubileum van de Universiteit Utrecht in 1836. De stijl van zijn werken is beïnvloed door zijn mentor Louis Spohr, maar ook door Carl Maria von Weber en Felix Mendelssohn-Bartholdy.
Vanaf 1862 leefde Kufferath teruggetrokken in Wiesbaden. Hij was gehuwd met de zangeres (sopraan) Elisabeth Sophie Reintjes.

## Composities
Zijn werk behoort grotendeels tot het vergeten repertoire; in 2020 zijn nauwelijks opnamen van zijn werk verkrijgbaar.

### Werken voor orkest
- 1844 Ouverture, voor orkest - première tijdens het "Vijfde Stadsconcert" in Utrecht op 15 maart 1844[1]

### Vocale muziek

#### Cantates
- 1833 Cantate ter viering van het tweehonderdjarige bestaan van het Stads-concert te Utrecht, voor solisten, gemengd koor en orkest - tekst: Johannes Decker Zimmerman
- 1835 De Toonkunst, voor mannenkoor en orkest
- 1836 JubelCantate ter gelegenheid van het tweede eeuwfeest der Utrechtsche Hoogeschool, voor solisten, gemengd koor en orkest, op. 1 - tekst: Maurits Cornelis van Hall

#### Werken voor koor
- 1846 Des Heeren zegen in As majeur, voor driestemmig gemengd koor - tekst: Jan Pieter Heije
- 1853 Welkomstgroet, voor mannenkoor (TTBB) en piano - tekst: J.H. van Lennep - opgedragen aan Koning Willem III der Nederlanden hunnen geëerbiedigden koning Z.M. Willem III toegezongen door h.h. leden van het Utrechtsche Studentencorps op 15 september 1853
- 1850 Nachtlied in D majeur, voor mannenkoor - tekst: Karl August Bertelsmann
- 1854 Aan de leden van het vierde Nederlandsche Taal- en Letterkundig Congres te Utrecht, voor mannenkoor - tekst: L.G. Visscher
- 1866 Psalm 12 (13), voor solisten, gemengd koor en orkest, op. 30 - opgedragen aan de Utrechtse zangvereniging en gepubliceerd ten bate van het Bertha Johannsen Fonds in Utrecht
- Koor, voor mannenkoor
- Liedertafel I

#### Liederen
- 1830 Un regard, romance voor zangstem en piano
- 1861 God zegene den Koning, een lied voor eene of drie zangstemmen met piano - tekst: J.H. van Lennep - Ter gelegenheid van de 44ste verjaardag van Koning Willem III en ter herinnering aan de watersnood 1861
- Molenaar's Elsje, voor zangstem en piano - tekst: Jan Pieter Heije

### Werken voor piano
- 1851 Feestmarsch, voor piano - ter gelegenheid van het 215-jarig bestaan der Utrechtsche Hoogeschool
- Deux Morceaux de salon, op. 9

## Publicaties
- 1836 Gesanglehre für Schulen

- Biografisch Portaal: 92571078
- Gemeinsame Normdatei: 10435061X
- International Standard Name Identifier: 0000 0000 0702 8891
- Library of Congress Control Number: n2017000764
- MusicBrainz: 0d174224-1cfd-4328-a3d3-6a9c34915a1f
- Nationale Bibliotheek van Tsjechië: mzk2014824879
- Nederlandse Thesaurus van Auteursnamen: 162477767
- Virtual International Authority File: 22574564
- WorldCat: E39PBJptYC6w8yJ6fmPhMtgkDq